# Agpartut
L'Agpartut est un sommet du Groenland constituant avec 1 875 mètres d'altitude le point culminant de la péninsule Wegener[réf. souhaitée], dans l'Ouest de l'île, près d'Uummannaq.

## Géographie
L'Agpartut est situé au Groenland, une île appartenant au Danemark, dans la municipalité d'Avannaata, sur la côte ouest bordée par la baie de Baffin. Le sommet s'élève à 1 875 mètres d'altitude dans la péninsule Wegener, ce qui en fait son point culminant.

## Histoire

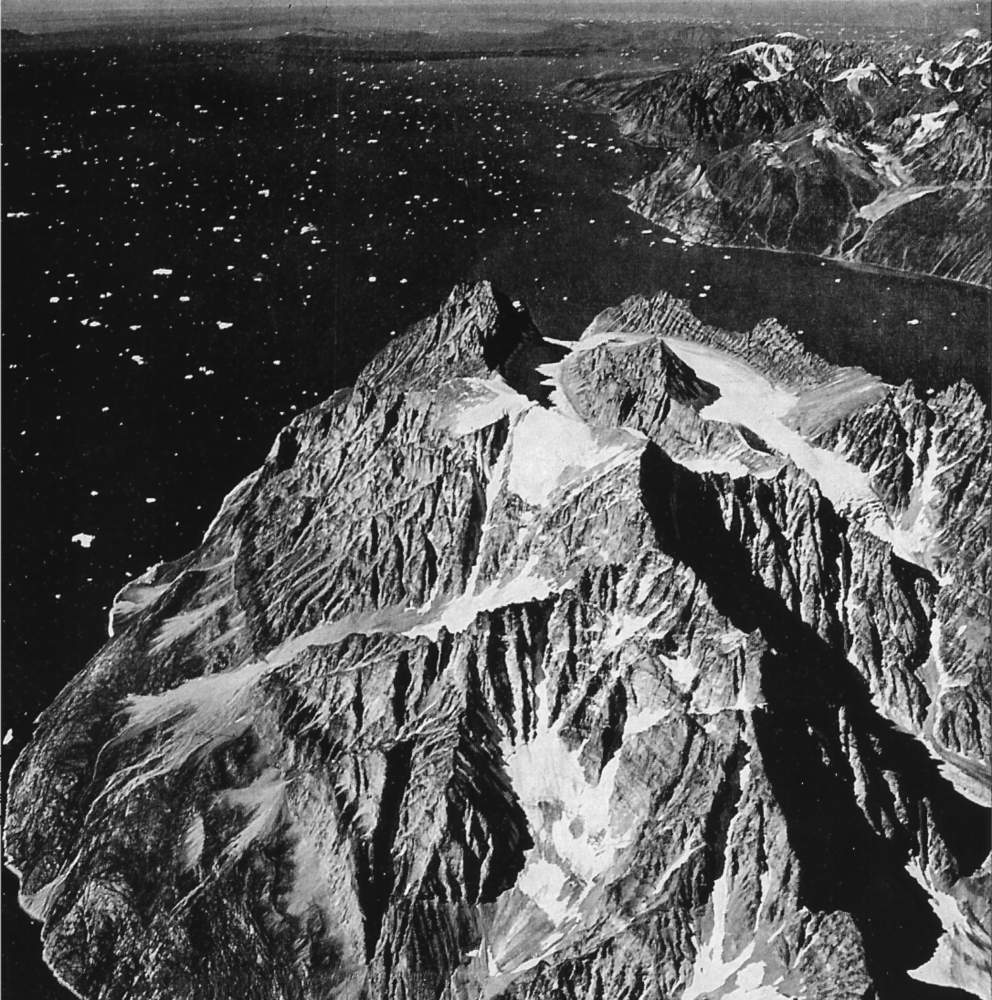
Vue aérienne du sommet.

La montagne est explorée pour la première fois par l'expédition italienne Spedizione Città di Carate en 1966 menée par Giuseppe Cazzaniga avec Gianni Merlini, Ambrogio Rigamonti, Carlo Bonfanti et Massimiliano Chiolo,.
En 1972, l'expédition suisse Schweizerische Grönland-Expedition 1972 comprend six hommes sous la direction de Walter Brändli.
En 1974 a lieu l'expédition allemande Hessische Grönlandexpedition “74” vers la péninsule de Qioqe et la péninsule Alfred Wegener. Elle est menée par Robert Kreuzinger avec Hans Behnecke, Kurt Diemberger, Anne Kreuzinger, Karl Landvogt, Hans Lautensach, Wolfgang Rauschei, Jörg Rautenburg et Wolf Reuter.
En 1975 est organisée une première expédition espagnole, Expedición Sabadell Groenlandia 1975. Ramón Font Pinol est accompagné de Lluis Comes Arderin, Miquel Comes Arderiu, Nandi Salas Piriz, Eduard Abello Somolinos, Javi Balet Vilaseca et Jordi Carreras Carrera.
La première ascension a été effectuée en 1976 lors d'une seconde expédition espagnole, conduite par Anglada Josep Manuel avec Jordi Riera, Lluis Costa, Joan Cerda, Emilio Civis, Ursula Willius et Jordi Pons. En raison du caractère peu accessible de la région, les tentatives d'ascension sont rares et il semblerait que le sommet n'ait été gravi qu'une seule fois[réf. nécessaire].
L'expédition française Chanel, en 2001, est dirigée par Pierre Chanel et Alain Dutrévis, avec Christine Cayrel, Marc Brouillet, Philippe Marty, François de Montbéliard et Didier Bensimhon,.

## Ascension
On peut se rendre dans cette région soit avec des chiens de traineau en hiver, soit par bateau ou en hélicoptère en été. L'ascension du sommet se fait sur neige et glace, encordé et en crampons, en longeant l'arête ouest-nord-ouest, comme l'ont fait les premiers alpinistes en 1966. Il est rendu difficile par la mauvaise qualité de la neige qui enfonce et cache les grosses crevasses d'accès à l'arête. On peut atteindre l'arête soit par l'extrémité ouest de la péninsule en remontant un glacier directement depuis la mer, soit par le cirque accessible depuis le nord de la péninsule en passant une barrière de sérac.